# 木村栄寿
木村 栄寿（きむら えいじゅ、1895年〈明治28年〉2月23日 - 1978年〈昭和53年〉2月28日）は、日本の剣道家（神道無念流）、居合道家（夢想神伝重信流）、杖道家（神道夢想流）。剣道・居合道・杖道の三道で範士号を授与されている。雅号は甲山（こうざん）。

## 人物
山口県出身。防府市に心信館道場（有信館山口支部）を創立し、師の中山博道から伝授された剣道・居合道・杖道を指南した。晩年は居合の伝書、古文書の研究に没頭した。昭和中期まで表舞台に出ることはなく、知名度は低かったが、昭和40年代に全日本剣道連盟居合道の指導的立場にある額田長と橋本正武が木村に入門したことで有名になった。

## 経歴
山口県厚狭郡山中村の木村五郎左衛門の四男として生まれる。幕末に神道無念流を修業した二宮久より、剣術を学ぶ。
1914年（大正3年）、呉海兵団に機関兵として入団。
1917年（大正6年）、海軍機関学校第21期生として入学し、翌1918年（大正7年）に卒業。
1919年（大正8年）、海軍で剣道を教えていた中山博道に入門し、神道無念流剣術・立居合、夢想神伝流居合、神道夢想流杖術を学ぶ。
1920年（大正9年）から1922年（大正11年）まで軍艦千歳に乗艦。
1924年（大正13年）、海軍を満期除隊する。
1927年（昭和2年）、自宅道場が落成し、中山博道に「心信館」と命名され、有信館山口支部となる。防府市にある松崎小学校の剣道師範を務める。
1968年（昭和43年）、高知県の細川家（細川義昌家）を訪ね、土佐英信流居合の伝書を写す。この伝書の内容を研究し、夢想神伝重信流抜刀術を研鑽。
1974年（昭和49年）6月、山口県防府市において「第一回特別夢想神傳重信流研修会」を主催し、道場外への初の一般公開を実施した。
1978年（昭和53年）、抜刀術研究に関する遺稿を残し死去。
1982年（昭和57年）、木村の志を継いだ額田、橋本が『林崎抜刀術兵法　夢想神傳重信流　傳書及び業手付解説』を上梓した。